# Last Name (Future)
Last Name è un singolo del rapper statunitense Future, pubblicato il 15 novembre 2019 come secondo estratto del suo ottavo album in studio, High Off Life. Il brano vanta la partecipazione del rapper Lil Durk.

## Composizione
Future si avvale dell'aiuto di Lil Durk per ricordare le sue origini di strada e rivelare le sue paure più intime, tra cui le donne che "vogliono il suo cognome". Il titolo allude alla lunga lista di donne che si sono fatte mettere incinte da Future con metodi disonesti per ottenere denaro da lui.
Il 15 ottobre 2019, Future ha pubblicato un frammento del brano su Instagram, rivelando anche la partecipazione di Lil Durk.